# Kostieriowo (stacja kolejowa)
Kostieriowo (ros. Костерёво) – stacja kolejowa w miejscowości Kostieriowo, w rejonie pietuszyńskim, w obwodzie włodzimierskim, w Rosji. Położona jest na nowym szlaku Kolei Transsyberyjskiej.

## Historia
Stacja powstała w czasach carskich na linii Moskwa – Niżny Nowogród, pomiędzy stacjami Pietuszki i Bołdino.